# Voice of Iraq
Voice of Iraq (en arabe : إذاعة صوت العراق c'est-à-dire: Idha'atu Sawt Il-Iraq) est une station de radio irakienne privée qui émet depuis le 15 juillet 2003. Elle diffuse en arabe, en turkmène et en anglais sur les ondes moyennes depuis Bagdad et dans des villes proches comme Bakouba and Falloujah, soit une population de 12 millions d'habitants environ. Voice of Iraq est surveillée par l'International Agency of Free Media.

## Ligne éditoriale
Voice of Iraq soutient le maintien d'un Irak uni. Selon son site internet, les Arabes, les Kurdes et les Turcomans « doivent bénéficier de droits égaux, de manière impartiale ». La programmation comprend des bulletins d'information, des discussions sur différents sujets et des chansons patriotiques et religieuses.

## Homonymes
Plusieurs stations de radio ont utilisé le nom « Voice of Iraq ». L'une d'entre elles, qui diffusait en anglais sur la bande FM, était contrôlée par Oudaï Hussein, un des fils de Saddam.
Une station financée par le gouvernement égyptien du même nom a fonctionné entre 1958 et 1959. Pronant le panarabisme, elles soutenait Abdul Karim Qasim. En 1958, une station homonyme apparait, qui tente de se faire passer pour la station précédente mais attaque le gouvernement de Quassim. On soupçonne qu'elle ait été opérée par la CIA.